# Doktoringenieur
Doktoringenieur (abbreviato in Dr.-Ing.; detto anche Doktor der Ingenieurwissenschaften) è il titolo di dottorato di ingegneria tedesco, comparabile a Doctor of Engineering, Doctor of Science, o a un PhD in ingegneria o architettura.
Fu introdotto per la prima volta nel 1899, nel contesto del centenario dell'Università tecnica di Berlino, presso la Technische Hochschule prussiana. Gli altri Stati tedeschi lo adottarono negli anni successivi. A differenza degli altri titoli dottorali storici (esempio Dr. phil., Dr. iur. or Dr. med.), il Doktoringenieur non era denominato in latino ma in tedesco, e di conseguenza scritto con il trattino (Dr.-Ing.).
Nel campo della matematica, informatica e scienze naturali, alcune università offrono la scelta tra Dr.-Ing. e Dr. rer. nat. (ovvero doctor rerum naturalium, "dottore di materie naturali") basata sul fulcro principale della dissertazione. Se i contributi si concentrano leggermente più sull'ingegneria scientifica applicata viene conferito un Dr.-Ing., mentre viene preferito un Dr. rer. nat. se la dissertazione contiene contributi più teoretico-scientifici. Un dottorato tedesco di solito è un dottorato di ricerca ed è concesso nel contesto della cosiddetta promozione per la quale è altresì necessaria una dissertazione.
Non va confuso con il doppio titolo olandese dr. ing., indicante che una persona detiene sia un titolo di dottore (Dr.) rilasciato da un'università sia un titolo di ingegneria (Ing.) rilasciato da un politecnico olandese (cioè una Hogeschool).